# Méliusz József
Méliusz József (Temesvár, 1909. január 12. – Bukarest, 1995. december 5.) erdélyi író, költő, műfordító, Méliusz Anna férje.

## Életpályája
Középiskolát szülővárosa Piarista Gimnáziumának reál szakán végzett, Budapesten tette le az érettségi vizsgát (1928). Főiskolai tanulmányait a budapesti Műegyetem műépítészeti karán kezdte, majd Zürichben, Kolozsvárt és Berlinben teológiai tanulmányokat folytatott és református lelkészi képesítést szerzett (1933). Az Ifjú Erdély egyik szerkesztője és az Erdélyi Fiatalok munkatársa (1932-33), Endre Károly ajánlásával az Erdélyi Helikonban kezdi szépirodalmi pályáját. A válsággal küzdő Európa háborúra készülő szélsőségeseivel szemben az antifasiszta békemozgalomhoz csatlakozott, 1934-től a Korunk főmunkatársa, 1935-től a Brassói Lapok bánsági tudósítója és publicistája. Dél-Erdélyben részt vesz az Antonescu-diktatúra ellen folyó illegális küzdelemben, a Déli Hírlap cikkírója Virág Miklós álnéven. A bevonuló szovjet hadsereg feljelentésre letartóztatja; az incidens tisztázása után a Magyar Népi Szövetség központi sajtóirodájának vezetője (1945), a Romániai Magyar Írók Szövetségének főtitkára (1946), Gaál Gáborral közösen szerkeszti az Utunkat. A romániai magyar színházak vezérfelügyelőjeként szerepet vállal a marosvásárhelyi Székely Színház és a kolozsvári Magyar Opera megteremtésében. A kolozsvári Állami Magyar Színház főrendezője, majd igazgatója, a magyar színművészeti intézet tanára (1948-49). Koholt vádak alapján az MNSZ más vezetőivel együtt letartóztatták s ítélet nélkül hat éven át (1949-55) fogva tartották. Hazatérve az Állami Irodalmi és Művészeti Kiadó aligazgatója (1957-59), a Romániai Írók Szövetségének alelnöke (1968-72).

## Munkássága
A realizmus és avantgárd – a valóság megvallása és a korszerű képzetkapcsolások – szintézisével jelentkezett. E műfajtermő jellegzetességgel tűnt fel hol a Magyar Dolgozók Szövetsége meghirdette Népi Toll Versenye lebonyolításával, munkás és paraszt írók után kutatva, hol a Ben Hepburn hagyatéka c. verssorozat (Korunk 1934) néger jelképeibe rejtve az elnyomottság és kiszolgáltatottság elleni érzelmi kitöréseit, új helyezést szerezve a forradalmi művészetté emelt avantgárdnak. E kettős-egység jellemzi 1945 után megjelenő A nép ír vagy Tanú a nép c. írásait egyfelől, Együtt a világgal c. verseskötetét másfelől, és életének gazdag irodalmi termése ezzel a sajátossággal ötvöződött páratlan irodalmi jelenséggé nemcsak lírájában, hanem prózájában is. Találóan jegyzi meg Kántor Lajos az eredetileg még második világháború előtti, de csak 1969-ben megjelent Város a ködben c. önéletrajzi regényéről, hogy ez a Proust utáni modern európai próza szintjét megközelítő mű "...különösen szerencsés házasságból született: az író avantgárd elkötelezettségéből s a magyar szociográfiai irodalom tapasztalatainak hasznosításából".
A mindennapokat megelevenítő közírása és a Dél-Erdélyben átélt fasiszta diktatúra nyomasztó emléke is a tényközlés és a művészi gondolatiság elválaszthatatlanságában gyökerezik. A Kitépett naplólapok harminc évet átfogó mindenkori maiságában az írói alakulás őszinte folyamatával találkozunk, a Sors és jelkép pedig, egy 1943-as erdélyi utazás regénye, nemcsak a "nemzetiségi realizmus" jegyében íródott, hanem a belső lelki vallomás erkölcsi nyomatékával is. A második kiadáshoz fűzött visszapillantás nem hallgatja el az antifasiszta ellenállás térképéről egy voluntarisztikus baloldali-szektás elvárás meghökkentő – s nyilvánvalóan a szerző későbbi meghurcolását is előrejelző – türelmetlenségét a művésszel szemben, aki példaképei, Montaigne és Kazinczy nyomában járva politizálás közben sem adja fel egy új világra készülődő költő igazságérzetét. A regény regényéhez tartozik, hogy amikor 1973-ban újra megjelenhetett, az író bevallja, hogy közben a regény tematikája "a sérülések egész rendszerévé változott át, irodalmi traumatológiává", amelynek kibeszélése görcsöktől szabadít...
Majakovszkijra emlékeztető agitatív s egyben kritikai kommunizmusa egy ifjúságából hozott mély, krisztiánus humánumból táplálkozik, ezért került nemegyszer szembe a balos hatalommal. Ez az erkölcsi erő íratja meg vele az Aréna c. verseskötet híressé vált Jitkadal elégia c. zsidó siratóversét, mellyel az antiszemitizmus ellen küzdő keresztény íróknak szánt Jeruzsálemi Nagydíjat kiérdemelte. Művészete elválaszthatatlan Európa szellemi nagyjainak vonulatától. Nem véletlen, hogy egy Thomas Mann ellen indított provokációs plágiumperben Costa Carei román íróval szövetkezve megszervezte Temesvárt a nagy német író védelmét. Ismert barátsága Ludwig Renn német íróval.
Jellemző, hogy Bertolt Brecht, Johannes Robert Becher, Alekszej Tolsztoj fordítója, a román irodalomból pedig Tudor Arghezi verseit, Liviu Rebreanu, Victor Eftimiu, Victor Ion Popa, Tudor Muşatescu, Mihail Sebastian vígjátékait ültette át magyarba. Egy fikciós író-személyiségbe öltöztetett kettős regénye (A Horace Cockery-Múzeum és Horace Cockery darabokra tört elégiája) saját eszmei beidegződésének kalandos irodalmi Európa-képét adja, travesztálva önmagát, aki "költő volt, nem politikus. A politika mesterségbeli fogásait nem ismerte, humanista volt és moralista; költő: a csatavesztés predesztináltja."
Az emlékező író eredeti műfaja a kávéház-regény: összesen öt kötetből áll. A kávéház mint "méliuszi fogalommá váló méliuszi metafora" (Szász János) egyben vallomás és álom, útinapló és korrajz, képzelet és irodalomtudomány értelmiségi fóruma, ahol mindnyájan ott lebegnek, akik "testvérien a humanizmusban, lázadásban, szabadságban és rációban" az eszményi Európát jelentik. Az illúziók kávéháza s a Kávéház nélkül után a harmadik kötet, a Tranzit kávéház álomtechnikájában – "Anna álmában" – megelevenedik a költő-hős pokoljárása a történelmi megpróbáltatás börtöneiben... A lazán induló szerkezet egyre határozottabb formát ölt (Napnyugati kávéház; A barátság kávéháza – tegnap) s minden megszokottól felszabadultan maga az erdélyi magyar "új regény", mely csattanójáig ér Zsilava nem volt kávéház c. alatt közölt s egy korszak vádirataként elhangzó börtön-naplójával, eleinte A Hét hasábjain (1991-92).
A költő nem öregszik. Kezdve a csehszlovákiai sarlós ifjúság erdélyi bemutatásától (1930) a kolozsvári Fellegvár neoavantgárd fiataljainak levélbeli üdvözléséig (1979) éberen figyelte az új írókban jelentkező folytonosságot, közben már Az új hagyományért c. tanulmánykötetében üdvözölve Lászlóffy Aladár és Szilágyi Domokos nemzedékét, melyben "az örökség ébredése" jelentkezik.
Harminc versét németre fordította Franz Liebhard (1965); románra verseit Emil Giurgiuca, Radu Boureanu, Paul Drumaru, regényét Oraşul pierdut în ceaţă címmel Constantin Olariu (1974), az Arena elégiáit Virgil Teodorescu (1975) fordította.

## Emlékezete
Sírja a bukaresti Bellu temetőben található.

## Művei
- A nép ír (1945)
- Ének 1437-ről (1945)
- Tanu: a nép. Irodalmi riport Majláthfalváról; Romániai Magyar Népi Szövetség, Temesvár, 1945 (A Romániai Magyar Népi Szövetség kiskönyvtára)
- Párizs után (politikai közírás, 1946)
- Sors és jelkép (1946, 1973)
- Együtt a világgal (versek, 1957)
- Októberi szél (Egy publicista jegyzetei, 1957)
- Ameddig ellátok (versek, 1960)
- Kitépett naplólapok (1961)
- Okos volt-e Okos Marci? (1961)
- Beszélgetés a rakparton (versek, 1963)
- Legszebb versei (1964)
- Aréna (versek, 1967)
- Az új hagyományért (cikkek, tanulmányok, 1969)
- Város a ködben (1969, 1981)
- Az illúziók kávéháza (Vallomások, 1971, 1990)
- Én és az oroszlán (ifjúsági regény, 1972)
- Kávéház nélkül (Emlékezet és vallomás, 1977)
- Tranzit kávéház (1982)
- Horace Cockery-Múzeum – Horace Cockery darabokra tört elégiája (1983, 1988)
- Válogatott költemények 1930-1980 (1984)
- Napnyugati kávéház (1986)
- A barátság kávéháza – tegnap (1988)
- Az illúziók kávéháza. Vallomások. 1966–1971; Szépirodalmi, Bp., 1990
- Visszavont remény. Szilágyi Domokos levelei Méliusz Józsefhez; összeáll., jegyz., tan. Ágoston Vilmos; Szépirodalmi, Bp., 1990
- Jitgadal elégia (1994, 2004)
- Zsilava nem volt kávéház (2003)
- Cédulák. Egyszemélyes kávéház; előszó Szávai Géza; Pont, Bp., 2002
- Szénásszekér elégia (2004)
- Ah, Velence, Velence (2009)
- Szavak, avagy a cirkuszban unatkoznak az elefántok (2009)
- Beszélgetések Méliusz Józseffel. 1930–1939; riporter Molnár Gusztáv; Korunk–Komp-Press, Kolozsvár, 2012
- Nyaktól fölfelé. Kávéházi palackposta. Emlékezések, cédulák; Pont, Bp., 2015
- Illúziók mámora. Villanások; Pont, Bp., 2023 (Conflux)